# Grave Dancers Union
Grave Dancers Union je šesté studiové album americké rockové skupiny Soul Asylum. Vydalo jej v říjnu roku 1992 hudební vydavatelství Columbia Records a jeho producentem byl Michael Beinhorn. Producent byl během nahrávání nespokojený s výkony bubeníka kapely Granta Younga a na jeho místo přizval Sterlinga Campbella. Poté, co Young skupinu v roce 1995 definitivně opustil, jej vystřídal právě Campbell. Dále se na albu vedle členů kapely podílel například varhaník Booker T. Jones. Na obalu alba se nachází fotografie od českého umělce Jana Saudka. V žebříčku Billboard 200 se album umístilo na jedenácté příčce.

## Seznam skladeb
Autorem všech skladeb je Dave Pirner.
1. „Somebody to Shove“ – 3:15
2. „Black Gold“ – 3:57
3. „Runaway Train“ – 4:26
4. „Keep It Up“ – 3:48
5. „Homesick“ – 3:34
6. „Get on Out“ – 3:30
7. „New World“ – 4:04
8. „April Fool“ – 3:45
9. „Without a Trace“ – 3:33
10. „Growing into You“ – 3:13
11. „99%“ – 3:59
12. „The Sun Maid“ – 3:51

## Obsazení
Soul Asylum
- Dave Pirner – zpěv, kytara, aranžmá
- Dan Murphy – kytara, zpěv
- Karl Mueller – baskytara
- Grant Young – bicí

Ostatní hudebníci
- Sterling Campbell – bicí, perkuse
- Booker T. Jones – varhany
- Kraig Johnson – doprovodné vokály
- Gary Louris – doprovodné vokály
- Meridian String Quartet – smyčce
- Sonny Kompanek – aranžmá, dirigent